# 中国華能集団
中国華能集団有限公司（簡体字：中国华能集团有限公司、ちゅうごくかのうしゅうだんこうし）は中華人民共和国の国有電気事業会社で中国の五大発電企業の一つで最大の発電能力を持つ。国務院国有資産監督管理委員会が管理しており、投資、建設、運用、発電資産の運営、電力生産および販売等を行っている。2012年度にはフォーチュン500のランキングで246位であった。

## 運営
華能集団は51%の株式を保有する華能国際電力を含む、政府の利益となる10社以上を監督している。子会社を通じて85を超える火力・水力発電所を運営している。これらの発電事業に加えて、金融、交通、情報技術産業、再生可能電力などの他分野への参画も計画している。また、子会社を通じて石島湾原子力発電所にも参画している。中国の投資部門での順位は収入によると15位、資産規模で21位であった。

## 買収
2008年3月、華能集団はシンガポール企業のテュアス・パワーをテマセク・ホールディングスから30.4億ドルで獲得した。
2008年11月にはGMRグループからInterGenの50%の株式を12億ドルで購入した。

## 子会社
- 華能国際電力：香港、上海、ニューヨークなどで上場されている。グループの主要な発電子会社であり、グループ内の保有する熱容量の3分の1を占めている。
- 華能新能源（中国語版）：香港で上場予定

## 註
1. 1 2  “経済用語集”.  人民網. 2020年1月27日閲覧。
2. ↑  “Huaneng buys Singapore's Tuas Power”. Reuters. (2008年3月14日) 2011年12月28日閲覧。
3. ↑  “Huaneng buys GMR stake in Intergen for $1.2 bn”. Business Standard. (2010年11月28日) 2011年12月28日閲覧。